# Michel López Núñez
Michel López Núñez, född 5 november 1976 i Pinar del Río, Kuba, är en kubansk boxare som tog OS-brons i lätt supertungviktsboxning 2004 i Aten.